# Hearts of Soul
Hearts of Soul is een Nederlandse meidengroep oorspronkelijk uit Harderwijk, gevormd door de gezusters Bianca, Stella en Patricia Maessen. In 1974 keerde de groep Nederland de rug toe en ging in Vlaanderen verder als Dream Express. Na terugkeer in Nederland in 2010 is in de nieuwe bezetting Patricia (die in 1996 overleed) vervangen door jongere zuster Doreen Maessen en heeft de groep zich gevestigd in Veghel.
De zingende zussen werden in 1968 ontdekt en werkten in de late jaren zestig eerst als sessiezangeressen voor onder andere Dusty Springfield.
In 1969 kwam hun debuutalbum uit. In 1970 nam Hearts of Soul voor Nederland deel aan het Eurovisiesongfestival met het liedje Waterman, geschreven door Pieter Goemans. Omdat het festivalreglement op dat moment nog geen groepen toeliet, werd de groep tijdelijk omgedoopt in 'Patricia en The Hearts of Soul', alsof het een solozangeres en twee achtergrondzangeressen betrof. Op het festival in Amsterdam eindigden de Hearts of Soul als zevende uit 12 deelnemers. Toch zorgde het festival niet voor een echte doorbraak. De single It's Great Fun werd Alarmschijf en trok nog wel wat aandacht, maar verder lukte het niet meer in Nederland. Hearts of Soul nam in 1972 nog Oh Here Jezus op met Marius Monkau; dit werd redelijk goed ontvangen door vooral gelovige mensen.
Halverwege de jaren zeventig verhuisden de gezusters naar België. Daar vormden ze in 1975 samen met de voormalige The Pebbles-muzikant Luc Smets, de groep Dream Express. Datzelfde jaar deden zij de achtergrondzang bij Vreemde vogels, een hit van Claire. In de zomer van 1976 scoorden ze een Vlaamse nummer 2-hit met het nummer Dream Express. Op 7 mei 1977 deden zij in deze samenstelling voor België mee aan het Eurovisiesongfestival met het Engelstalige nummer A million in one, two, three. (Dit was de eerste keer dat Vlaanderen een geheel Engelstalig nummer inzond.) Dream Express bereikte een zevende plaats uit 18 deelnemers. Daarna volgde het nummer Like Mozart said. Hun begeleidingsband Dream Express Orchestra haalde in 1976 de BRT Top 30 met het instrumentale Villarhides.
Na het vertrek van Patricia nam Dream Express in 1979 de naam LBS aan, een afkorting die stond voor Luc Bianca Stella. Hun singles LBS en Uncle Jim kregen in 1979 veel airplay.
Stella nam als Stella Mason ook solo nummers op. Zij nam in 1982 voor de tweede keer voor België deel aan het Eurovisiesongfestival, ditmaal voor Wallonië met het nummer Si tu aimes ma musique. Op 24 april 1982 eindigde zij als vierde uit 18 deelnemers.
Bianca bracht  begin jaren tachtig enkele singles uit, en in 1993 de single Twee dolfijnen aan het strand van Hawaii, dit laatste naar aanleiding van het 100-jarig bestaan van de Antwerpse Zoo.
Tijdens het Eurovisiesongfestival op 3 mei 1986 was Patricia een van de achtergrondzangeressen bij winnares Sandra Kim, en in 1987 was Patricia op het Eurovisiesongfestival achtergrondzangeres bij Plastic Bertrand, die voor Luxemburg uitkwam. Patricia overleed op 15 mei 1996 op 44-jarige leeftijd.
Begin september 2010 brachten de Hearts of Soul een single uit: "Suddenly You". De Hearts of Soul bestaan nu uit Bianca, Stella en Doreen Maessen.

## Discografie

### Singles
| Single met eventuele hitnotering(en) in de Nederlandse Top 40                             | Datum van verschijnen | Datum van binnenkomst | Hoogste positie | Aantal weken | Opmerkingen             |
| ----------------------------------------------------------------------------------------- | --------------------- | --------------------- | --------------- | ------------ | ----------------------- |
| "Oh what a price"                                                                         | 1969                  | 15-2-1969             | tip             |              |                         |
| "Everybody goes for Joe / Abraham, Martin & John"                                         | 1969                  | 11-10-1969            | tip             |              |                         |
| "Hartekoning" bw "Jij Maakt Me Gelukkig"                                                  | 19??                  |                       |                 |              |                         |
| "Fat Jack" bw "Waterman"                                                                  | 1970                  | 31-1-1970             | 18              | 5            |                         |
| "Waterman" bw Fat Jack                                                                    | 1970                  | 14-3-1970             | tip             |              |                         |
| "Sing A Simple Song" bw "Dream"(A side is a cover of Sly & The Family Stone's hit record. | 1970                  | ?                     | tip             |              |                         |
| "I can hear you calling"                                                                  | 1971                  | ?                     | tip             |              |                         |
| "It's great fun" bw "I Love You Baby                                                      | 1972                  | 8-7-1972              | tip             |              |                         |
| "Dream express"                                                                           | 1976                  | 7-2-1976              | tip             |              | Als Dream Express       |
| "A million in one, two, three"                                                            | 1977                  | 23-4-1977             | tip             |              | Als Dream Express       |
| "Suddenly you"                                                                            | 2010                  |                       |                 |              | Weer als Hearts of Soul |

1956: Jetty Paerl + Corry Brokken · 
1957: Corry Brokken · 
1958: Corry Brokken · 
1959: Teddy Scholten · 
1960: Rudi Carrell · 
1961: Greetje Kauffeld · 
1962: De Spelbrekers · 
1963: Annie Palmen · 
1964: Anneke Grönloh · 
1965: Conny Vandenbos · 
1966: Milly Scott · 
1967: Thérèse Steinmetz · 
1968: Ronnie Tober · 
1969: Lenny Kuhr · 
1970: Hearts of Soul · 
1971: Saskia & Serge · 
1972: Sandra & Andres · 
1973: Ben Cramer · 
1974: Mouth & MacNeal · 
1975: Teach-In · 
1976: Sandra Reemer · 
1977: Heddy Lester · 
1978: Harmony · 
1979: Xandra · 
1980: Maggie MacNeal · 
1981: Linda Williams · 
1982: Bill van Dijk · 
1983: Bernadette · 
1984: Maribelle · 
1986: Frizzle Sizzle · 
1987: Marcha · 
1988: Gerard Joling · 
1989: Justine Pelmelay · 
1990: Maywood · 
1992: Humphrey Campbell · 
1993: Ruth Jacott · 
1994: Willeke Alberti · 
1996: Maxine & Franklin Brown · 
1997: Mrs. Einstein · 
1998: Edsilia Rombley · 
1999: Marlayne · 
2000: Linda Wagenmakers · 
2001: Michelle · 
2003: Esther Hart · 
2004: Re-union · 
2005: Glennis Grace · 
2006: Treble · 
2007: Edsilia Rombley · 
2008: Hind · 
2009: Toppers · 
2010: Sieneke · 
2011: 3JS · 
2012: Joan Franka · 
2013: Anouk · 
2014: The Common Linnets · 
2015: Trijntje Oosterhuis · 
2016: Douwe Bob ·
2017: OG3NE · 
2018: Waylon · 
2019: Duncan Laurence · 
2021: Jeangu Macrooy · 
2022: S10 ·
2023: Mia Nicolai & Dion Cooper ·
2024: Joost Klein ·
2025: Claude
1956: Fud Leclerc + Mony Marc · 
1957: Bobbejaan Schoepen · 
1958: Fud Leclerc · 
1959: Bob Benny · 
1960: Fud Leclerc · 
1961: Bob Benny · 
1962: Fud Leclerc · 
1963: Jacques Raymond · 
1964: Robert Cogoi · 
1965: Lize Marke · 
1966: Tonia · 
1967: Louis Neefs · 
1968: Claude Lombard · 
1969: Louis Neefs · 
1970: Jean Vallée · 
1971: Lily Castel & Jacques Raymond · 
1972: Serge & Christine Ghisoland · 
1973: Nicole & Hugo · 
1974: Jacques Hustin · 
1975: Ann Christy · 
1976: Pierre Rapsat · 
1977: Dream Express · 
1978: Jean Vallée · 
1979: Micha Marah · 
1980: Telex · 
1981: Emly Starr · 
1982: Stella · 
1983: Pas de Deux · 
1984: Jacques Zegers · 
1985: Linda Lepomme · 
1986: Sandra Kim · 
1987: Liliane Saint-Pierre · 
1988: Reynaert · 
1989: Ingeborg · 
1990: Philippe Lafontaine · 
1991: Clouseau · 
1992: Morgane · 
1993: Barbara · 
1995: Frédéric Etherlinck · 
1996: Lisa del Bo · 
1998: Mélanie Cohl · 
1999: Vanessa Chinitor · 
2000: Nathalie Sorce · 
2002: Sergio & The Ladies · 
2003: Urban Trad · 
2004: Xandee · 
2005: Nuno Resende · 
2006: Kate Ryan · 
2007: The KMG's · 
2008: Ishtar · 
2009: Copycat · 
2010: Tom Dice · 
2011: Witloof Bay · 
2012: Iris · 
2013: Roberto Bellarosa · 
2014: Axel Hirsoux · 
2015: Loïc Nottet · 
2016: Laura Tesoro · 
2017: Blanche · 
2018: Sennek · 
2019: Eliot · 
2021: Hooverphonic · 
2022: Jérémie Makiese · 
2023: Gustaph · 
2024: Mustii · 
2025: Red Sebastian